# Nika Kaczarawa
Nikoloz „Nika” Kaczarawa (gruz. ნიკოლოზ „ნიკა” კაჭარავა, ur. 13 stycznia 1994 w Nikozji) – gruziński piłkarz występujący na pozycji napastnika w cypryjskim klubie Spártakos Kitíou oraz w reprezentacji Gruzji.

## Kariera klubowa
Kaczarawa rozpoczął karierę w wieku 7 lat w Dinamie Tbilisi. W 2012 roku trenował z FC Chiasso, a także grał w amatorskim szwajcarskim FC Windisch, jednakże po 3 miesiącach musiał opuścić ten klub i wrócił do Gruzji, gdzie trenował z FC Gagra. W lutym 2013 trafił do Rubina Kazań, gdzie grał tylko w drużynach młodzieżowych, a zimą 2014 roku przeszedł do Spartaki Cchinwali. Jako zawodnik tego klubu został uznany za najlepszego młodego zawodnika ligi gruzińskiej w sezonie 2014/2015. W styczniu 2016 został zawodnikiem FK Rostów. W czerwcu 2016 trafił do Ethnikosu Achna. W sezonie 2016/2017 strzelił dla tego klubu 16 goli oraz zdobył 7 asyst w 27 meczach ligi cypryjskiej.
W czerwcu 2017 został wypożyczony na rok do Korony Kielce. Zadebiutował w tym klubie 13 sierpnia 2017 w przegranym 2:3 meczu z Jagiellonią Białystok, a pierwsze 2 gole strzelił 30 października 2017 w wygranym 5:0 meczu z Lechią Gdańsk. Cztery dni później zdobył bramkę w wygranym 3:0 spotkaniu ze Śląskiem Wrocław. Kolejnego gola strzelił 15 grudnia 2017 w zremisowanym 1:1 starciu z Piastem Gliwice. Następną bramkę zdobył 11 lutego 2018 w wygranym 3:0 meczu z Termaliką Nieciecza. Cztery dni później strzelił gola w zremisowanym 3:3 spotkaniu z Sandecją Nowy Sącz. Kolejną bramkę zdobył 17 marca 2018 w zremisowanym 2:2 starciu z Górnikiem Zabrze. 4 kwietnia 2018 strzelił 2 gole w wygranym 2:1 półfinale Pucharu Polski z Arką Gdynia.
W czerwcu 2018 podpisał dwuletni kontrakt z Anorthosisem Famagusta. We wrześniu 2020 został wypożyczony na rok do Lecha Poznań. W lutym 2022 podpisał kontrakt z południowokoreańskim klubem Jeonnam Dragons.

## Kariera reprezentacyjna
W reprezentacji Gruzji zadebiutował 29 marca 2016 w zremisowanym 1:1 meczu z Kazachstanem, a pierwszego gola strzelił 24 marca 2017 w przegranym 1:3 spotkaniu z Serbią.

## Życie osobiste
Jest synem byłego piłkarza i trenera Kachabera Kaczarawy i koszykarki Liji Mikadze.